# Netelia ishiharai
Netelia ishiharai är en stekelart som beskrevs av Tohru Uchida 1953. Netelia ishiharai ingår i släktet Netelia och familjen brokparasitsteklar. Inga underarter finns listade i Catalogue of Life.